# A Dog's Life
A Dog's Life (br: Vida de cachorro / pt: Uma vida de cão) é um filme estadunidense de curta-metragem de 1918, do gênero comédia, escrito, produzido e dirigido por Charles Chaplin. É um filme mudo, e o primeiro filme produzido pela First National Films.

## Sinopse
O vagabundo Carlitos salva a vida de Scraps, um cachorro que está sendo atacado por outros cães. Com Scraps escondido dentro de suas calças, o vagabundo entra num salão de baile, onde uma cantora é explorada pelo proprietário do estabelecimento. Quando ladrões roubam a carteira de um milionário bêbado, Carlitos tem a chance de mudar de vida.

## Elenco
- Charles Chaplin .... o vagabundo
- Edna Purviance .... a cantora desafinada
- Syd Chaplin .... dono da lachonete
- Henry Bergman .... gordo desempregado / senhora do teatro
- Charles Reisner .... funcionário da agência de empregos
- Albert Austin .... vigarista
- Tom Wilson .... policial
- M.J. McCarthy .... desempregado
- Mel Brown .... desempregado
- Charles Force .... desempregado
- Bert Appling .... desempregado
- Thomas Riley .... desempregado
- Slim Cole .... desempregado
- Ted Edwards .... desempregado
- Louis Fitzroy .... desempregado

## Curiosidades
- Existem outros filmes ao longo da produção de Chaplin em que cachorros aparecem no elenco, como em O campeão (1915), Em busca do ouro (1925) e Luzes da cidade (1931).
- Syd Chaplin, irmão de Charles, também está no elenco do filme, e esta foi a primeira vez em que os irmãos contracenaram juntos.